# イガースハイム
イガースハイム (ドイツ語: Igersheim、 ドイツ語発音) はドイツ連邦共和国バーデン＝ヴュルテンベルク州マイン＝タウバー郡に属す町村（以下、本項では便宜上「町」と記述する）。

## 地理

### 自治体の構成
意解ルスハイムにはかつて独立した自治体であったベルンスフェルデン、ハルトハウゼン、ノイゼス、ジンムリンゲンおよび14の小集落が属す。

## 歴史
イガースハイムは、1090年に初めて文献上に記録されている。1413年にこの村はドイツ騎士団の所有となり、アムト・ノイハウスに属した（アムトは当時の地方行政区分）。1809年、世俗化によりイガースハイムはヴュルテンベルク領となった。ヴュルテンベルクでは、初めオーバーアムト・メルゲントハイムに属したが、1934年からオーバーアムトは同名の郡に改組された。同郡が1973年に廃止されると、この町はタウバー郡、現在のマイン＝タウバー郡の所属となった。その後、1906年にブドウがツユカビによって絶滅し、ブドウ栽培は放棄された。1972年1月1日にベルンスフェルデン、ハルトハウゼン、ノイゼス、ジンムリンゲンが合併した。

### 宗教
宗教改革はイガースハイムを素通りした。このため、現在でもこの町ではローマ・カトリックが優勢である。とはいえ、5つのカトリック教区の他にプロテスタント教会組織も1つある。

### 人口推移
- 1880年: 982人
- 2005年: 5,709人

## 行政

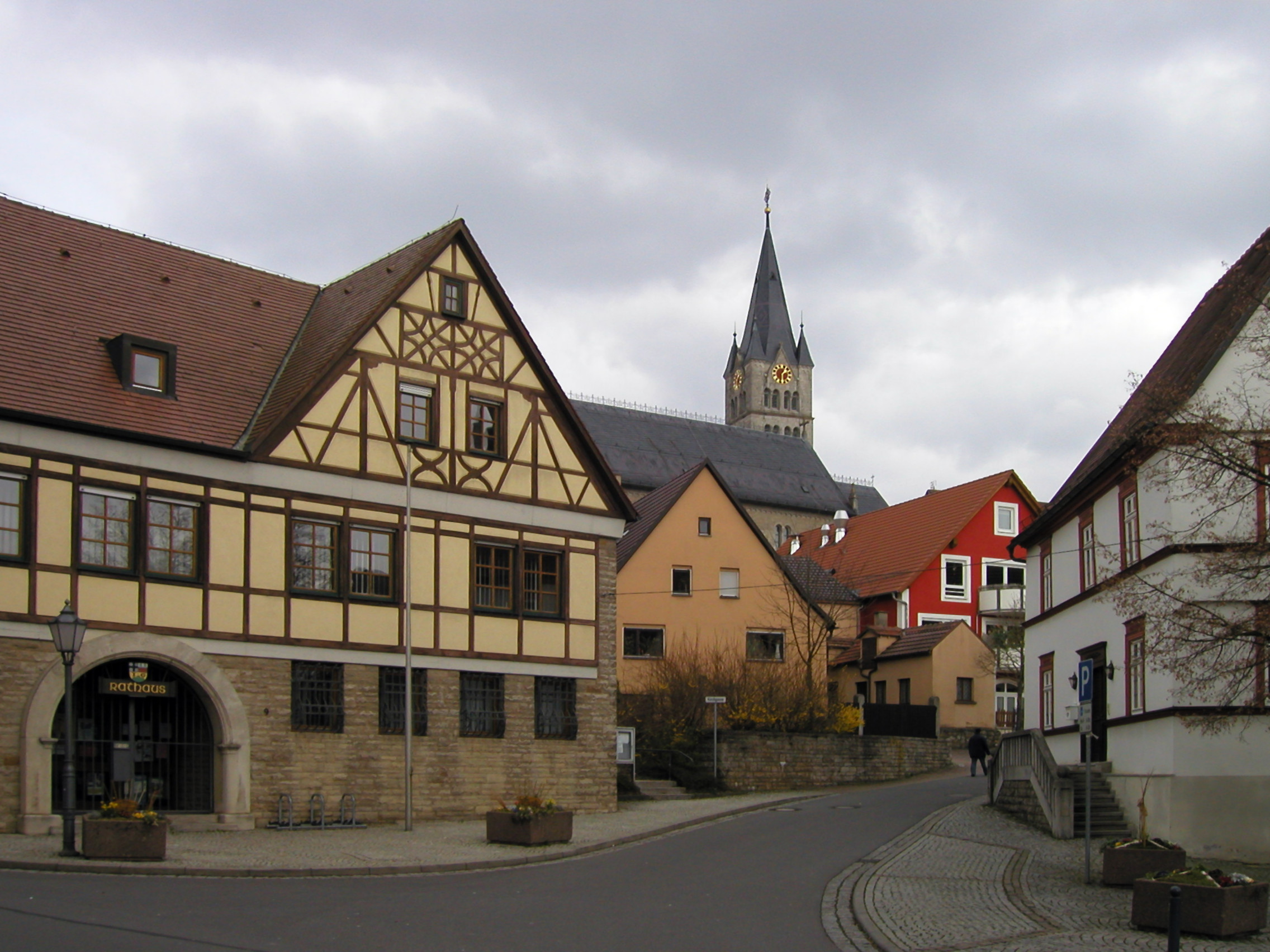
イガースハイムの町役場と教会

### 議会
イガースハイムの議会の定員は20議席である。

### 首長
イガースハイムの町長フランク・メニクハイムは2008年1月27日の選挙で、24年間町長職にあったマンフレート・シャッフェルトを破り、3月14日に新町長に就任した。

### 紋章
紋章は、1537年10月19日にヴァルター・フォン・クロンベルクによって授けられた。1950年に当時のヴュルテンベルク＝バーデン州内務省がこれを公式に認可した。
図柄: 上下二分割。上部はさらに左右二分割。上部向かって左は銀地に端から端まで貫く黒い十字。向かって右は銀地と赤地に上下に塗り分け、境界線に2つの青い兜が配されている。下部は金地で緑の三峰の山と大文字の「I」と「G」。
黒十字はドイツ騎士団総長の紋章であり、目印である。この紋章をイガースハイムに授けたヴァルター・フォン・クロンベルクはドイツ騎士団総長であった。イガースハイムは1809年までこの騎士団の支配下にあった。青い兜と赤い地色はクロンベルク家の紋章から採られた。IとGは、IGersheimの最初の2文字を採ったものである。緑の三峰の山はヴァルター・フォン・クロンベルクの紋章文書によれば、イガースハイムは3つの山の上にあり、住民は「少なからぬ利益を得ている」ため紋章に加えた、としている。

## 経済と社会資本

### 交通
イガースハイムはタウバータール鉄道（ヴェルトハイム - クライルスハイム）によって広域鉄道網に接続している。

### 地元企業
遊星歯車の製造業者であるヴィッテンシュタインAGはイガースハイムに本社を置いている。

### 教育
ヨハン・アダム・メーラー・シューレは職業実科学校を併設する基礎課程・本課程学校である。

### 観光
- ヴュルテンベルク・ワイン街道
- ロマンティック街道

## 文化と見所
ノイハウス城趾、ヨハン・アダム・メーラー邸、カトリックの聖ミヒャエル教区教会が見所に数えられる。

### 博物館
郷土博物館は、文化ハウスに入っている。

### 建築

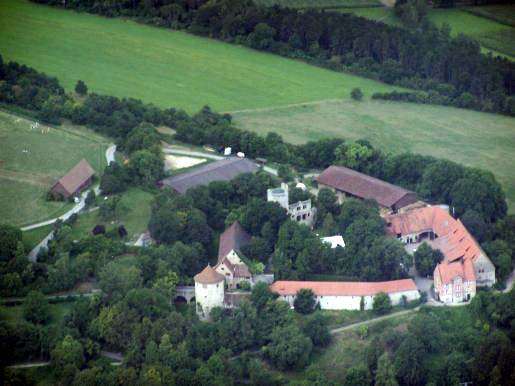
ノイハウス城

#### ノイハウス城趾
この城はおそらく13世紀に建設された。1281年に初めて文献に記録されている。この城はホーエンローエ＝ブラウネック家の居館であった。1320年にヴュルツブルク司教のレーエンとなり、周辺のアルトハウゼン、アプフェルバッハ、ベルンスフェルデン、ハルトハウゼン、イガースハイム、マルケルスハイム、ノイゼスといった村がドイツ騎士団のアムトを形成していた。
ドイツ農民戦争時とシュマルカルデン戦争時にこの城は破壊され、その後再建された。1704年から1789年までドイツ騎士団の官吏（法務官兼行政官）がノイハウスに拠点を置いていた。1789年にこの役所はイガースハイムに移された。1792年からこの城は徐々に荒廃していった。
ナポレオンによる騎士団の解体は同時に、1809年までイガースハイムが属したノイハウスのドイツ騎士団のアムトの終焉を意味した。その後この城は国の所有物となり、ヴュルテンベルク王国の財務管理局の管理課に納められた。
現在この城は遺跡が遺され、馬の飼育に利用されている。さらに中世模擬戦グループがトレーニングや中世風市場に利用している。

#### ヨハン・アダム・メーラー邸
ヨハン・アダム・メーラーは最も有名なイガースハイム出身者である。彼はドイツで最も偉大な教会史家の一人である。

#### カトリック聖ミヒャエル教区教会
この教会は1878年から1880年に建設され、1881年7月7日に献堂された。

## 人物

### 出身者
- ヨハン・アダム・メーラー（1796年 - 1838年）神学者

## 引用
1. ↑  Statistisches Landesamt Baden-Württemberg – Bevölkerung nach Nationalität und Geschlecht am 31. Dezember 2023 (CSV-Datei)
2. ↑  Das Land Baden-Württemberg. Amtliche Beschreibung nach Kreisen und Gemeinden. Band IV: Regierungsbezirk Stuttgart, Regionalverbände Franken und Ostwürttemberg. Kohlhammer, Stuttgart 1980, ISBN 3-17-005708-1. S. 290–294